# Kaieteur International Airport
Kaieteur International Airport is een vliegveld in het nationale park Kaieteur in de regio Potaro-Siparuni in Guyana. 
Het vliegveld ligt op een kleine kilometer afstand van de Kaieteurwaterval.

## Bestemmingen
| Luchtvaartmaatschappij | luchthaven                               |
| ---------------------- | ---------------------------------------- |
| Trans Guyana Airways   | Georgetown-Ogle                          |
| Roraima Airways        | Georgetown-Ogle, Georgetown-Cheddi Jagan |